# سال بلو
سال بلو (به انگلیسی: Saul Bellow)، (زاده ۱۰ ژوئن ۱۹۱۵ - مرگ ۵ آوریل ۲۰۰۵) نویسنده آمریکایی کانادایی‌تبار بود. او به خاطر دستاوردها و آثار ادبی خویش، برنده جایزه نوبل ادبیات، جایزه پولیتزر و نشان ملی هنر آمریکا شد. او تنها نویسنده‌ای است که سه بار برنده جایزه کتاب ملی برای داستان شده‌ است.

## زندگی

### اوایل
سال بلو در ۱۰ ژوئن ۱۹۱۵ در خانواده‌ای یهودی در لانچین، کبک کانادا به دنیا آمد. پدر و مادرش چند سال قبل از تولد او از سن پترزبورگ روسیه به کانادا مهاجرت کرده بودند. پس از خواندن رمان کلبه عمو تام نوشته هریت بیچر استو تصمیم گرفت که نویسنده شود. زمانی‌که ۹ ساله بود به همراه خانواده به شیکاگو، ایلینوی نقل مکان کردند. لیزا مادر بلو وقتی که او ۱۷ سال داشت، درگذشت. مادر که سخت مذهبی بود دوست داشت که پسرش ربی شود اما روحیه عصیانگر سال بلو، او را به سمت ادبیات سوق داد.

### تحصیلات

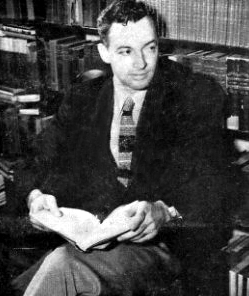
در سال ۱۹۵۳

سال بلو نخست به دانشگاه شیکاگو رفت ولی پس از مدتی تصمیم گرفت در دانشگاه نورت‌وسترن درس بخواند. ادبیات انتخاب اولش بود ولی به خاطر منش ضدیهودی گروه انگلیسی دانشگاه، در نهایت در رشته انسان‌شناسی و جامعه‌شناسی فارغ‌التحصیل شد.

در سال ۱۹۴۱ سال بلو رسماً شهروند ایالات متحده آمریکا شد و در جریان جنگ جهانی دوم به نیروی دریایی پیوست و در دوران خدمتش توانست اولین رمانش به نام مرد معلق (مرد آویزان) را کامل کند. او در این رمان زندگی مردی را روایت می‌کند که در پیوستنش به ارتش هنگام جنگ جهانی دوم تردید می‌کند.
در سال ۱۹۴۸ با استفاده از کمک هزینه تحصیلی گوگنهایم به پاریس رفت و در آنجا نوشتن رمان ماجراهای اوگی مارچ را آغاز کرد.

### شهرت

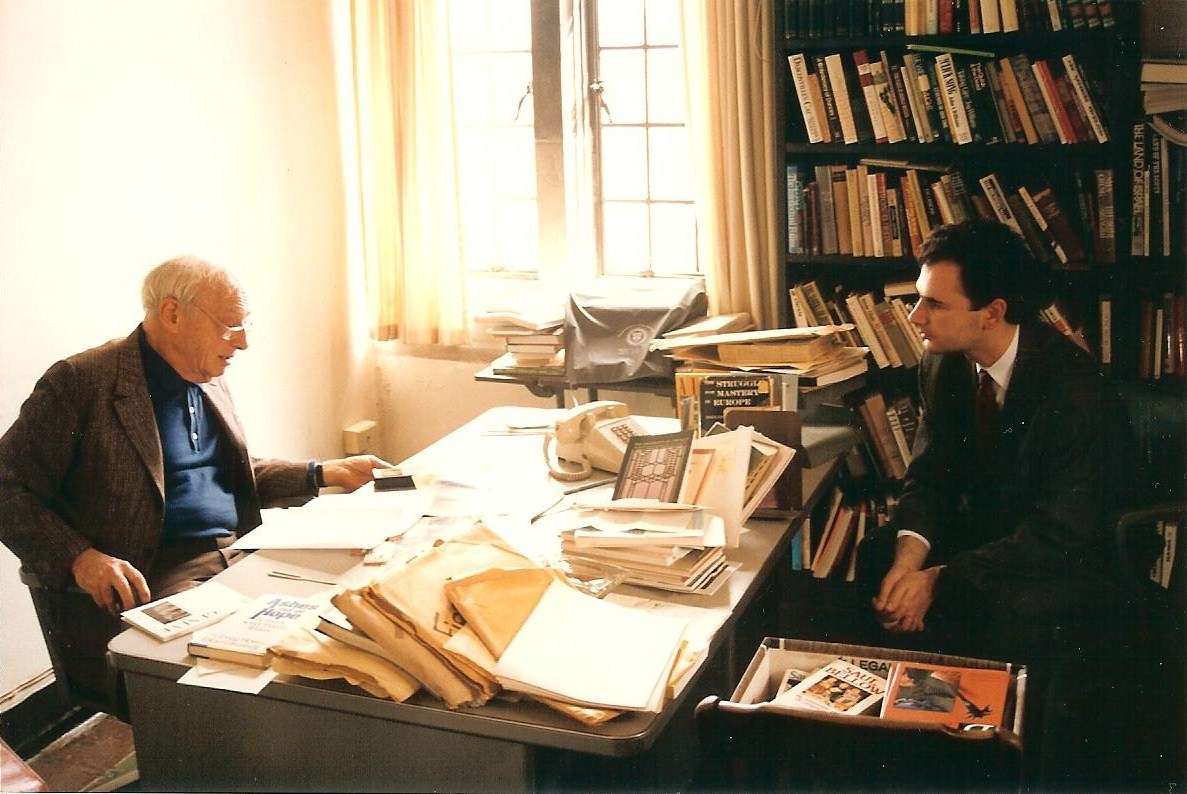
سال بلو در دفترش در دانشگاه شیکاگو

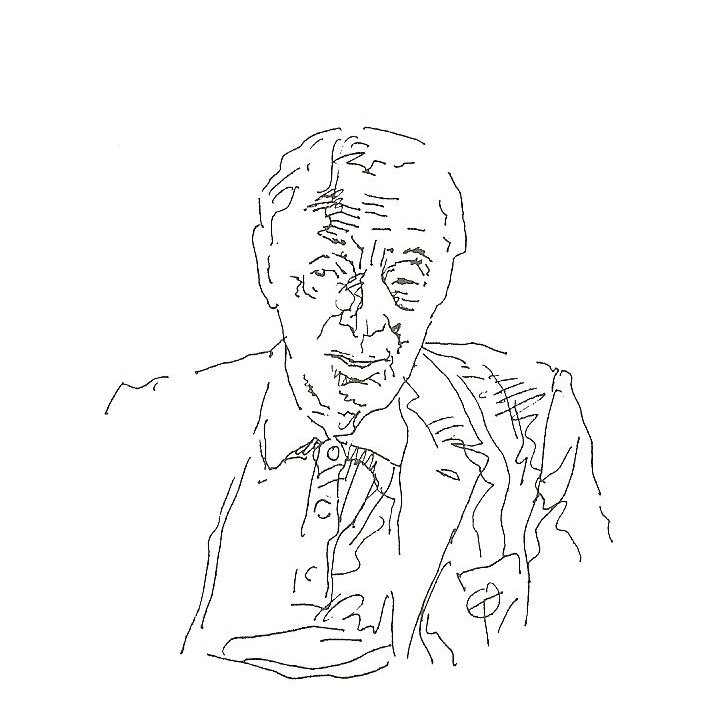

انتشار رمان ماجراهای اوگی مارچ در سال ۱۹۵۳ و پس از آن رمان‌های سلطان باران و هرتزوگ، او را به عنوان یکی از چهره‌های مطرح ادبیات قرن بیستم آمریکا تثبیت کرد.
بلو به خاطر رمان هدیه هومبولت در سال ۱۹۷۵ برنده جایزه پولیتزر شد و سال بعد برای این رمان نوبل ادبی را بدست آورد.
او به خاطر علاقه تا سنین پیری به تدریس در دانشگاه‌های مختلف از جمله ییل، مینه‌سوتا، نیویورک، پرینستون، پورتوریکو، شیکاگو، بوستون و کالج بارد پرداخت.

سال بلو ۵ بار ازدواج کرد که چهار فرزند حاصل این ازدواجها است. کوچکترین فرزندش دختری است که وقتی که بلو ۸۴ ساله بود به دنیا آمد.

## مرگ
سال بلو در تاریخ ۵ آوریل ۲۰۰۵ در منزل شخصیش واقع در بروکلاین ماساچوست درگذشت. او هنگام مرگ ۸۹ سال داشت.
او در گورستان یهودیان براتلبورو ایالت ورمانت به خاک سپرده شد.

## آثار

### رمان و رمان‌کوتاه
- ۱۹۴۴ مرد آویزان (به فارسی: مرد معلق ترجمه منصوره وحدتی‌احمدزاده)
- ۱۹۴۷ قربانی
- ۱۹۵۳ ماجراهای اوگی مارچ
- ۱۹۵۶ امروز را دریاب (به فارسی:امروز را عشق است ترجمه احمد کریمی و ترجمه وحید دستپاک-حسین قوامی، دم را دریاب ترجمه بابک تبرایی)
- ۱۹۵۹ هندرسن پادشاه باران (به فارسی سلطان باران ترجمه عباس کرمی‌فر و هندرسون شاه باران ترجمه مجتبی عبدالله نژاد)
- ۱۹۶۴ هرتزوگ (ترجمه فرشته داوران)
- ۱۹۷۰ سیاره آقای زاملر
- ۱۹۷۵ هدیه هومبولت (به فارسی هدیه هومبولت ترجمه سهیل سمی و هدیه هامبالت عباس کرمی‌فر)
- ۱۹۸۴ وقتشه ساکت شی (ترجمه بنفشه جعفر)
- ۲۰۰۰ رولشتاین (ترجمه منصوره وحدتی‌احمدزاده)

### نمایشنامه
- ۱۹۶۴ آخرین تحلیل

### مجموعه داستان کوتاه
- ۱۹۶۸ خاطرات مُسبی
- ۱۹۸۴ او با پایش در دهان او
- ۱۹۹۱ چیزی برای به خاطر داشتن
- ۲۰۰۱ مجموعه داستان